# Can Zidro (Sant Pere de Ribes)
Can Zidro és una obra de Sant Pere de Ribes (Garraf) protegida com a Bé Cultural d'Interès Local.

## Descripció
Masia situada als peus del Montgròs, davant del camí que hi mena. És un edifici de planta irregular que es compon de diversos volums superposats. El volum principal consta de planta baixa, pis i golfes i té la coberta a dues vessants amb el carener perpendicular a la façana. Presenta un portal d'arc de mig punt i una finestra al pis d'arc pla, ambdues emmarcades imitant la pedra carejada. A les golfes hi ha tres petits pòrtics d'arc de mig punt arrebossat, el central de majors dimensions. A la façana de ponent hi ha adossat un cos perpendicular amb dos nivells d'alçat i coberta a dues vessants. S'observen finestrals de les mateixes característiques que el del volum principal a nivell de la planta baixa, mentre que al pis s'obre amb pòrtics d'arc de mig punt ceràmic. Entre aquest cos i el principal en sobresurt una torre de planta quadrangular i quatre nivells, coberta a quatre vessants. S'hi combinen les obertures d'arc pla i arc de mig punt arrebossat, excepte al pis superior, on hi ha grans finestrals amb columnes. A la façana de llevant, seguint el desnivell del terreny, hi ha adossats dos cossos de dos nivells d'alçat; el segon amb coberta a dues vessants amb el carener paral·lel a la façana. S'obre amb un portal d'arc pla arrebossat i una galeria de dos pòrtics d'arc de mig punt ceràmic al pis. L'acabat exterior és arrebossat i pintat de color blanc. Davant la masia hi ha un antic estable habilitat com a vivenda. A la façana posterior s'hi ha adossat un habitatge modern.

## Història
Els orígens d'aquesta casa són força desconeguts, ja que la primera referència documental es correspon amb el nomenclàtor de 1860. La casa podria correspondre's amb l'antic mas Estevans, ja que hi vivia un tal Isidre Carbonell a principi del segle xviii. Tanmateix, també podria correspondre's amb la masia de Can Ramonet. Segons consta en el llibre d'Apeo de l'any 1847, la masia de Can Zidro (Casa Isidro) pertanyia a Josep Mata.